# Studium Generale w Lublinie
Studium Generale w Lublinie – pierwsza uczelnia w Lublinie, istniejąca w latach 1644-1686 przy klasztorze dominikanów. Studium generale miało prawo nadawania stopni lektora oraz bakałarza filozofii i teologii. Pierwszym rektorem był o. Paweł Ruszel.